# Ӻ
Ӻ, ӻ (Г со штрихом и крюком) — буква расширенной кириллицы, используемая в нивхском языке. 

## Использование
В нивхском алфавите является седьмой буквой и обозначает звук [ʁ]. Происходит от буквы Ғ с добавлением диакритического знака крюка.
Существует более редкая форма буквы, образованная с использованием нижнего выносного элемента вместо крюка и выглядящая как , .

## Юникод
В стандарте Юникод буква присутствует начиная с версии 5.0, вышедшей в 2006 году, и находится в блоке «Кириллица» (англ. Cyrillic) под кодами U+04FA для заглавной и U+04FB для строчной формы и названиями cyrillic capital letter ghe with stroke and hook и cyrillic small letter ghe with stroke and hook соответственно.